# 艾格妮絲·夏薇依

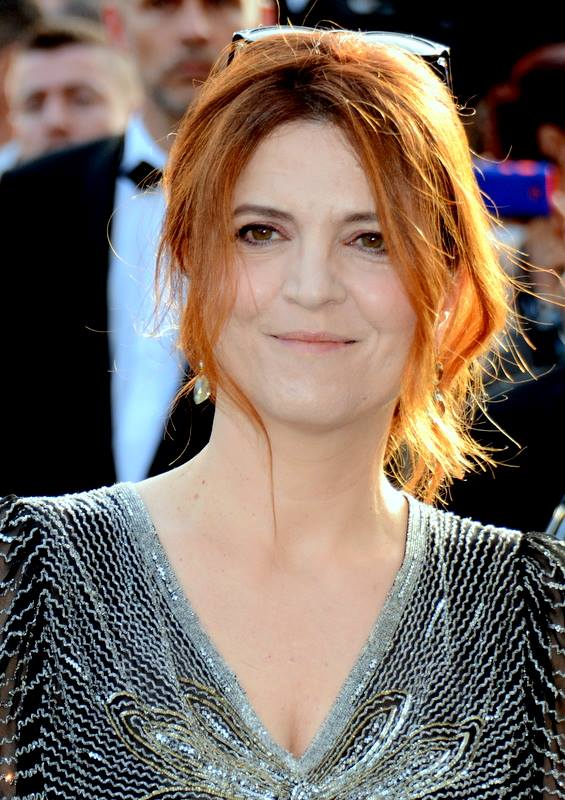
艾格妮絲·夏薇依

艾格妮絲·夏薇依（法語：Agnès Jaoui，1964年10月19日—），生於安东尼，法國女演員、編劇、導演兼歌手。

## 生平
艾格妮絲．夏薇依出生於法國的突尼西亞猶太家庭，父母都是作家，中學時期開始接觸劇院演出，十五歲進入法國最大的私立戲劇藝術學院「佛羅朗戲劇學院」，1983年以演員的身分出道，1993年開始創作劇本，2000年成為導演。